# بلینتا
بلینتا (به لاتین: Belinta) یک منطقهٔ مسکونی در ماداگاسکار است که در بلنی تسیریبینا (ناحیه) واقع شده‌است. بلینتا ۹٬۰۰۰ نفر جمعیت دارد و ۸۲ متر بالاتر از سطح دریا واقع شده‌است.